# Marko Milačić
Marko Milačić, cyr. Марко Милачић (ur. 22 maja 1985 w Titogradzie) – czarnogórski dziennikarz i polityk, poseł do Zgromadzenia Czarnogóry, kandydat w wyborach prezydenckich w 2018.

## Życiorys
Ukończył dziennikarstwo i stosunki międzynarodowe na Uniwersytecie Czarnogóry. Zajął się dziennikarstwem, pisał do czasopisma „Monitor”, był stałym korespondentem regionalnego magazynu „Nedeljnik”, a także reporterem i prezenterem w redakcji publicznego nadawcy. Działał w organizacji pozarządowej Pokret za neutralnost Crne Gore. W 2016 został jednym z liderów powołanego przez Mladena Bojanicia ruchu politycznego „Otpor beznađu”, sprzeciwiającego się członkostwu Czarnogóry w NATO.
W 2018 założył i został liderem prawicowego ugrupowania Prava Crna Gora. W tym samym roku zarejestrował swoją kandydaturę w wyborach prezydenckich. W pierwszej turze głosowania zajął 4. miejsce wśród 7 kandydatów z wynikiem 2,8% głosów. W 2020 z ramienia wielopartyjnej koalicji uzyskał mandat deputowanego do Zgromadzenia Czarnogóry.